# Montivilliers
Montivilliers és un municipi francès situat al departament del Sena Marítim i a la regió de Normandia. L'any 2007 tenia 16.241 habitants.

## Demografia

### Població
El 2007 la població de fet de Montivilliers era de 16.241 persones. Hi havia 6.297 famílies de les quals 1.478 eren unipersonals (480 homes vivint sols i 998 dones vivint soles), 1.966 parelles sense fills, 2.349 parelles amb fills i 504 famílies monoparentals amb fills.
La població ha evolucionat segons el següent gràfic:
Habitants censats

### Habitatges
El 2007 hi havia 6.673 habitatges, 6.370 eren l'habitatge principal de la família, 43 eren segones residències i 259 estaven desocupats. 4.513 eren cases i 2.131 eren apartaments. Dels 6.370 habitatges principals, 3.899 estaven ocupats pels seus propietaris, 2.409 estaven llogats i ocupats pels llogaters i 63 estaven cedits a títol gratuït; 174 tenien una cambra, 564 en tenien dues, 1.145 en tenien tres, 1.678 en tenien quatre i 2.809 en tenien cinc o més. 4.161 habitatges disposaven pel capbaix d'una plaça de pàrquing. A 2.892 habitatges hi havia un automòbil i a 2.490 n'hi havia dos o més.

### Piràmide de població
La piràmide de població per edats i sexe el 2009 era:
| Homes | Edats   | Dones |
| ----- | ------- | ----- |
| 0     | 95 o +  | 16    |
| 16    | 90 a 94 | 56    |
| 64    | 85 a 89 | 120   |
| 40    | 80 a 84 | 152   |
| 176   | 75 a 79 | 216   |
| 164   | 70 a 74 | 244   |
| 232   | 65 a 69 | 288   |
| 340   | 60 a 64 | 320   |
| 356   | 55 a 59 | 360   |
| 680   | 50 a 54 | 648   |
| 784   | 45 a 49 | 776   |
| 668   | 40 a 44 | 648   |
| 552   | 35 a 39 | 652   |
| 516   | 30 a 34 | 624   |
| 404   | 25 a 29 | 452   |
| 568   | 20 a 24 | 456   |
| 728   | 15 a 19 | 726   |
| 784   | 10 a 14 | 680   |
| 648   | 5 a 9   | 528   |
| 436   | 0 a 4   | 416   |

## Economia
El 2007 la població en edat de treballar era de 10.861 persones, 7.457 eren actives i 3.404 eren inactives. De les 7.457 persones actives 6.744 estaven ocupades (3.623 homes i 3.121 dones) i 712 estaven aturades (366 homes i 346 dones). De les 3.404 persones inactives 1.117 estaven jubilades, 1.120 estaven estudiant i 1.167 estaven classificades com a «altres inactius».

### Ingressos
El 2009 a Montivilliers hi havia 6.511 unitats fiscals que integraven 16.459,5 persones, la mediana anual d'ingressos fiscals per persona era de 19.434 €.

### Activitats econòmiques
Dels 588 establiments que hi havia el 2007, 9 eren d'empreses extractives, 13 d'empreses alimentàries, 1 d'una empresa de fabricació de material elèctric, 22 d'empreses de fabricació d'altres productes industrials, 50 d'empreses de construcció, 165 d'empreses de comerç i reparació d'automòbils, 21 d'empreses de transport, 36 d'empreses d'hostatgeria i restauració, 6 d'empreses d'informació i comunicació, 38 d'empreses financeres, 26 d'empreses immobiliàries, 59 d'empreses de serveis, 97 d'entitats de l'administració pública i 45 d'empreses classificades com a «altres activitats de serveis».
Dels 140 establiments de servei als particulars que hi havia el 2009, 1 era una comissaria de policia, 1 oficina d'administració d'Hisenda pública, 1 gendarmeria, 2 oficines de correu, 11 oficines bancàries, 2 funeràries, 6 tallers de reparació d'automòbils i de material agrícola, 5 tallers d'inspecció tècnica de vehicles, 1 establiment de lloguer de cotxes, 5 autoescoles, 4 paletes, 4 guixaires pintors, 11 fusteries, 16 lampisteries, 9 electricistes, 2 empreses de construcció, 19 perruqueries, 3 veterinaris, 20 restaurants, 13 agències immobiliàries, 1 tintoreria i 3 salons de bellesa.
Dels 81 establiments comercials que hi havia el 2009, 1 era, 5 supermercats, 2 grans superfícies de material de bricolatge, 1 una gran superfície de material de bricolatge, 7 fleques, 6 carnisseries, 2 botigues de congelats, 1 una botiga de congelats, 3 llibreries, 20 botigues de roba, 6 botigues d'equipament de la llar, 2 sabateries, 2 botigues d'electrodomèstics, 3 botigues de mobles, 3 botigues de material esportiu, 1 una botiga de material esportiu, 1 una botiga de material de revestiment de parets i terra, 1 un drogueria, 7 joieries i 7 floristeries.
L'any 2000 a Montivilliers hi havia 17 explotacions agrícoles que ocupaven un total de 957 hectàrees.

## Equipaments sanitaris i escolars
El 2009 hi havia 1 hospital de tractaments de curta durada, 1 centre d'urgències, 1 maternitat, 1 centre de salut, 7 farmàcies i 2 ambulàncies.
El 2009 hi havia 6 escoles maternals i 6 escoles elementals. A Montivilliers hi havia 3 col·legis d'educació secundària i 1 liceu d'ensenyament general. Als col·legis d'educació secundària hi havia 1.597 alumnes i als liceus d'ensenyament general 1.277.
Montivilliers disposava d'un centre de formació no universitària superior de comerç.

## Poblacions més properes
El següent diagrama mostra les poblacions més properes.